# Vic Watson
Victor Martin Watson, noto come Vic Watson (Girton, 10 novembre 1897 – Girton, 3 agosto 1988), è stato un calciatore inglese, di ruolo attaccante.

## Carriera
Giocò per quasi tutta la carriera nel West Ham, con la cui maglia divenne capocannoniere della First Division nel 1930.